# Saturday Night Live
Saturday Night Live (skraćeno SNL) američki je kasnovečernji humoristični skeč-program koji se prikazuje uživo subotom uvečer (što otkriva i sam naziv emisije). Osmislio ga je Lorne Michaels, a razvio Dick Ebersol. Prva emisija prikazana je 11. listopada 1975. na NBC-u, pod izvornim nazivom NBC's Saturday Night. Komedijske skečeve, koji parodiraju aktualne kulturne i političke događaje, izvodili su mnogi članovi SNL-ovih postava kroz godine. Svaku epizodu vodi neka slavna osoba, koja obično odradi komični monolog pred pubilkom u studiju i sudjeluje u nekim skečevima; te svaka epizoda sadrži novog glazbenog gosta. Emisija obično započne s uvodnim skečom na kraju kojeg jedan od glumaca pogleda u kameru i kaže: „Uživo iz New Yorka, ovo je Saturday Night!”.
1980., Michaels je napustio emisiju u potrazi za novim mogućnostima, tada ga je zamijenila Jean Doumanian i ubrzo potom Dick Ebersol nakon sezone popraćene lošim kritikama. Ebersol je emisiju vodio do 1985., nakon čega se Michaels vratio, i ostao do danas. Mnogi SNL-ovi glumci postali su popularni nakon pojavljivanja u emisiji i ostvarili uspješnu filmsku ili televizijsku karijeru. Ostale osobe povezane s emisijom, poput scenarista i autora, ostvarili su uspjehe u kreiranju vlastitih emisija, filmova ili TV serija.
Prikazuje se iz Studija 8H u sjedištu NBC-a u Rockefellerovu centru, te je više od 800 epizoda emitirano od začetka emisije. S 42. sezonom, koja je započela 1. listopada 2016., SNL je jedna od najdugovječnijih televizijskih emisija u povijesti SAD-a. Format emisije je kopiran i preuzet u mnogim državama diljem svijeta, te su verzije u Kanadi, Španjolskoj, Italiji, Južnoj Koreji, Japanu i Brazilu također zadobile sličnu popularnost. Najuspješniji su skečevi čak dobili svoje dugometražne filmove, iako su samo dva bila kritički i financijski uspjesi: Braća Blues (1980.) i Wayneov svijet (1992.). SNL je dodatnu zaradu dobivao i na DVD izdanjima najboljih događaja ili cijelih sezona, te na knjigama i dokumentarcima o situacijama iza pozornice ili o produkciji emisije.
Kroz četiri desetljeća na TV ekranima, Saturday Night Live je osvojio mnoge nagrade, uključujući 45 Primetime Emmyja, dvije Peabody nagrade i četiri nagrade Društva američkih scenarista. 2000. godine, uvršten je u Kuću slave američke televizije. Također, SNL se našao na 10. mjestu popisa 50 najboljih TV emisija svih vremena koji je izdao časopis TV Guide, dok je 2007. uvršten na Time-ov popis "100 najboljih TV emisija svih vremena". S obzirom na to da se SNL prikazuje uživo, kroz povijest je doživio nekoliko kontroverznih situacija, uz razne pogreške kao i namjerne sabotaže.

## Povijest
Od 1965. do rujna 1975., na NBC-u se prikazivao program najbolje od Carsona koji je prikazivao reprize kasnonovčernjeg talk showa The Tonight Show Johnnyja Carsona subotom ili nedjeljom uvečer. 1974., Carson je obznanio da želi ukinuti repprize vikendom da bi se one mogle prikazvati tijekom radnih dana omogućivši mu više odmora i snimanje manjeg broja emisija.
Godine 1974. predsjednik NBC-a Herbert Schlosser obratio se svome potpredsjedniku zaduženom za kasnonoćni program, Dicku Ebersolu, i upitao ga za kreaciju emisije koja bi popunila subotnji večernji termin. Na prijedlog direktora Paramount Picturesa Barryja Dillera, Schlosser i Ebersol su se obratili Lornu Michaelsu. Kroz iduća tri tjedna, Ebersol i Michaels razvili su Dillerovu ideju za varijetetski show s komedijskim skečevima, političkom satirom i glazbenim nastupima. Do 1975., Michaels je okupio taleniranu postavu, koju su između ostalih činili Dan Aykroyd, John Belushi, Chevy Chase, Jane Curtin, Garrett Morris, Laraine Newman, Michael O'Donoghue, Gilda Radner, i George Coe. Izvorno se emisija zvala NBC's Saturday Night (hrv. NBC-jeva subota večer), jer je naziv Saturday Night Live već koristio konkurentni ABC u programu Saturday Night Live with Howard Cosell. NBC je 1976. otkupio prava na ime i službeno preimenovao program 26. ožujka 1977.
Nakon debija 11. kolovoza 1975., emisija je odmah postala hit, napravivši cijelu postavu novim TV zvijezdama. Chase je napustio emisiju tijekom druge sezone i zamijenio ga je novi nadolazeći komičar Bill Murray. Aykroyd i Belushi su SNL napustili nakon četvrte sezone. 1980. (po zavšetku pete sezone), emocionalno i fizički iscprljeni Michaels zaželio je napustiti emisiju za koju je htio da prekine s emitiranjem na godinu dana, tako da bi on pokušao doći do novih ideja. Zabrinut da će se emisija ukinuti bez njegova prisustva, Michaels je producentima predložio scenariste Ala Frankena, Toma Davisa, i Jima Downeyja kao njegove zamjene. Međutim, predjedniku NBC-a Fredu Silvermanu nije se sviđao Franken, i nakon što je Franken izveo "Limo for a Lame-O", skeč koji je kritizirao Silvermanovo predsjedništvo, Silverman je bio bijesan na Frankena i krivio je Michaelsa za odobravanje istog skeča. Ne uspjevši se dogovoriti kako treba, Michaels je dolučio napustiti NBC i otići u Paramount Pictures, s namjerom da sa sobom povede producenticu Jean Doumanian. Michaels je kasnije saznao da je Doumanian nasljedila njegov posao u SNL-u nakon preporuke potpredsjednice NBC-a Barbare Gallagher. Zbog Michaelsova odlaska, emisiju napuštaju i mnogi glumci i scenaristi.
Zbog reputacije SNL-a kao odskočne daske za slavu, mnogi glumci i komičari u usponu željeli su se pridružiti emisiji. Doumanian je imala zadatak da pronađe novu glumačku i autorsku postavu u manje od tri mjeseca, s tim da je NBC emisiji smanjio budžet s milijun dolara na samo 350 000 $. Doumanian je doživjela ogorčenje i sabotažu od strane Michaelsovog osoblja, posebno od muške strane jer nisu vjerovali da žena može naslijediti Michaelsovo mjesto. Sljedeća je sezona bila katastrofalna; rejting je pao, a publika se nije uspjela povezati s novom glumačkom postavom. Doumanianina sudbina bila je zapečaćena nakon što je tijekom skeča uživo glumac Charles Rocket rekao prostu englesku riječ "fuck". Nakon samo deset mjeseci, Doumanian je otpuštena. Iako su rukovoditelji predlagali ukidanje SNL-a zauvijek, šef Brandon Tartikoff želio je da se emisija nastavi emitirati, smatrajući da je mreži važnija od novca. Tartikoff se obratio Ebersolu, kojeg je prije toga otpustio Silverman. Ebersol je dobio Michaelsovo odobrenje da pokuša izbjeći sabotažu osoblja koja je pratila Doumanianin mandat na čelu SNL-a.

On [Lorne Michaels] me doveo na televiziju, nitko drugi ne bi učinio isto. Lorne je stvorio emisiju koja je utjecala na kulturu više od 35 godina. Nitko ju dosad nije mogao uspješno iskopirati.

Ebersolov je mandat popraćem komercijalnim uspjehom, ali u usporedbi s Michaelsovim, SNL se činio malak, s izuzetkom mladog komičara Eddieja Murphyja. Murphy, najveća zvijezda tadašnje glumačke postave, napustio je emisiju 1984. da bi se posvetio tada već uspješnoj filmskoj karijeri, te je Ebersol opet odlučio obnoviti cijelu postavu. Prekršio je nepisano pravilo da ne dovodi već poznate glumce, zaposlivši poznatije komičare poput Billyja Crystala i Martina Shorta koji bi mogli donijeti svoje već popularne materijale u emisiju. Ebersolova posljednja godina s ovom novom postavom smatra se jednom od najzabavnijih, ali je potpuna skrenula s Michaelsovog inovativnog formata. Nakon te sezone, Ebersol je još više htio preraditi emisiju, čak i ukinuti čuveni format uživo. Nakon neuspješnih pokušaja s filmovima i televizijom, u potrebi za novcem i željom da Tartikoff ne ukine emisiju, Michaels je naposljetku vratio SNL-u 1985. nakon što je Ebersol otišao. Emisija je ponovo izmijenila postavu, s tim da je Michaels preuzeo Ebersolovu ideju da zaposli već poznate glumce kao pto su Joan Cusack i Robert Downey, Jr. I glumačko i tehničko osoblje se mučilo s idejama, pa je u travnju 1986. Tartikoff odlučio ukinuti emisiju, dok ga producent Bernie Brillstein nije nagovorio da ju zadrži bar još godinu dana. Emisija je obnovljena i po prvi put imala samo 13 epizoda umjesto uobičajene 22. Michaels je opet otpustio većinu osoblja naučivši lekciju iz prijašnjih sezona, i opet je pronašao nepoznate talente kao što su bili Dana Carvey i Phil Hartman.
Emisija je ponovo doživjela uspjeh dok Carvey i Hartman, dvije najveće zvijezde između 1992. i 1994., nisu otišli. Želeći povećati rejtinge i zaradu  SNL-a, tadašnji predsjednik NBC-a za Zapadnu obalu Don Ohlmeyer počeo se zajedno s ostalim rukovoditeljima miješati emisiju, želeći otpustiti glumce poput Chrisa Farleyja i Adama Sandlera jer se nisu sviđali Ohlmeyeru, te kritizirajući skupu karakteristiku emisije da se emitira uživo. Emisiju ju sve više kritizirali mediji i članovi glumačke postave, djelomično potaknuti NBC-jevim vodstvom koje je htjelo oslabiti Michaelsov položaj. Michaels je dobio izdašnu ponudu da stvori sličan projekt za subotnje večeri na CBS-u, ali je ostao vjeran SNL-u. Do 1995., Farley i Sandler bili su otpušteni, a Mike Myers, još jedan popularan član postave, napustio je emisiju u potrazi za filmskom karijerom, no nova glumačka postava je došla, među njima i Will Ferrell, Jimmy Fallon i Tina Fey. Emisija se počela fokusirati na glumce, dok su scenaristi morali pružiti materijal za već postojeće likove u emisiji, da bi mogli pisati nove skečeve s novim likovima. Do 1997., Ohlmeyer je nastavio s pokušajima da ograniči Michaelsovu neovisnost, zahtijevajući otpuštanje scenarista Jima Downeyja i glumca Norma MacDonalda.

## Osoblje

### Glumačka postava
Članovi originalne postave SNL-a iz 1975., u emisiji poznati kao "igrači nespremni za udarni termin" (eng. "The Not Ready For Prime-Time Players"), izraz koji je osmislio scenarist Herb Sargent, bili su Laraine Newman, John Belushi, Jane Curtin, Gilda Radner, Dan Aykroyd, Garrett Morris i Chevy Chase. Radner je prva koju je Michaels osobno angažirao. Iako je Chase postao glumac, izvorno je potpisao ugovor za scenarista i odbijao je glumački ugovor, zbog čega je uspio napustiti emisiju nakon samo godinu dana. Newman je dovedena nakon što je otprije radila s Michaelsom. Morris također trebao biti scenarist, ali zbog namjere da ga se otpusti zbog drugih scenarista, Michaels ga je doveo na glumačku audiciju, gdje je bio uspješan. Curtin i Belushi bili su posljednja dva člana dovedena. Belushi je inače prezirao televiziju i uporno je odbijao ponude drugih emisija, ali odlučio se za SNL zbog rada s Radner i scenaristima Anne Beatts i Michaelom O'Donoghueom. Michaels je i dalje bio neodlučan u angažiranju Belushija jer je vjerovao kako će donijeti nevolje emisiji, no Beatts, O'Donoghue i Ebersol su ga uspješno nagovorili da ga dovede.
Nakon što je Chase napustio SNL, zamijenio ga je Bill Murray, kojeg je Michaels mislio dovesti u prvoj sezoni ali nije mogao zbog financijskih ograničenja. Kad se Chase vratio kao voditelj 1978., ostali članovi su mu zamjerali na njegovu odlasku i uspjehu, posebno Belushi. Chase i Murray, kojeg su poticali ostali članovi, sukobili su se prije početka emisije. Chaseov odlazak zbog filma utjecao je na Michaelsa, koji je prijetio Aykroydu da će ga otpustiti ako prihvati ulogu u komediji Zvjerinjak iz 1978., te je kasnije SNL-ovu glazbeniku Paulu Shafferu zabranio sudjelovanje u filmu Braća Blues (1980.) s aykroydom i Belushijem koji su emisiju napustili 1979. u potrazi za filmskom karijerom. Michaels se mučio da zadrži ostatak glumačke postave nakon uspjeha Chasea, Aykroyda i Belushija. Radner je već nastupala u broadwayjskoj predstavi a Murray je glumio u komediji Ludosti u kampu iz 1979. Kad je Michaels odlučio napustiti emisiju 1980., s njim je otišao i ostatak originalne postave, Curtin, Newman, Morris, Murray i ostali.
Era Jean Doumanian odmah je doživjela usporedbe s omiljenom originalnom postavom i nije pozitivno prihvaćena. Ebersol je otpustio većinu njezinog osoblja, osim dvojice tada nepoznatih komičara Eddieja Murphyja i Joa Piscopoa. Talent-koordinator Neil Levy tvrdio je da ga je Murphy kontaktirao i molio za ulogu u emisiji, i nakon njegove audicije Levy se borio s Doumanian da ga angažira umjesto Roberta Townsenda. Doumanian je željela samo jednog afroameričkog glumca i htjela je Townsenda, no Levy ju je uvjerio da dovede Murphyja. Međutim, Doumanian je tvrdila da je njezina zasluga otkriće Murphyja za čije se dovođenje svađala s rukovodstvom NBC-a. Čak i tako je Murphy postao samo pozadinski lik dok Ebersol nije stigao na čelo, nakon čega Murphyju daju zasluge za većinu uspjeha u tom razdoblju. Murphy je narastao kao zvijezda i ubrzo se pojavljuje u filmovima poput 48 sati and Kolo sreće, nakon čega napušta emisiju 1984. godine zbog filmske karijere. Većina Ebersolove postave otišla je nakon sezone 1983./84. te su zamijenjeni s već poznatim komičarima koji bi donijeli svoj materijal u emisiju, ali i s velikim troškom; Billy Crystal i Martin Short plaćeni su s po 25000 $ i 20000 $ po epizodi, mnogo više nego prijašnji članovi. Michaelsov povratak 1985. značio je novu postavu s također poznatijim talentima kao što su bili Robert Downey Jr., Jon Lovitz i Dennis Miller. Sezona je loše primljena, zbog čega je 1986. ponovo došlo do izmjene cjelokupne postave. Naučivši lekciju iz prijašnje sezone, Michaels je izbjegavao poznate osobe u korist pravih talenata. Zadržao je Lovitza, Millera i Noru Dunn, a dove je nove nepoznate talente poput Dane Carveyja, Phila Hartmana i Jan Hooks, koji će zajedno definirati novu eru SNL-a početkom 1990-ih. Postava je ostala tijekom desetljeća, uz nove talente Mikea Myersa, Adama Sandlera i Chrisa Farleyja.
U strahu od odlaska glumačke postave zbog filmskih karijera, Michaels je pretrpao postavu, što je podijelilo članove na veterane i nove mlade talente, i povećalo konkurenciju za mjesto na pozornici. Do 1995. otišli su Carvey i Hartman, a s njima i cijela lepeza likova i karaktera, Myers je otišao zbog filmske karijere, dok je zbog pritiska NBC-a Michaels morao otpustiti Sandlera i Farleyja. Tada je došlo do nove velike obnove SNL-a, dovođenjem gotovo cijele nove postave, među kojima su bili Will Ferrell, Tina Fey i Jimmy Fallon. Dok će mnogi glumci odlaziti tijekom godina, iduća velika tranzicija bit će tek 2013., kada dolazi novih 6 članova a odlaze neki od dugovječnih glumaca poput Billa Hadera, Jasona Sudeikisa i Freda Armisena.
SNL broji više od 130 glumačkih članova kroz godine, neki od najznačajnijih su također Rachel Dratch, Amy Poehler, Chris Rock, David Spade, Will Forte, Julia Louis-Dreyfus, Tracy Morgan, Chris Parnell, Maya Rudolph, Andy Samberg i Kristen Wiig. Darrell Hammond je najdugovječniji glumački član, s četrnaest godina u emisiji između 1995. i 2009., s tim da se 2014. vratio kao spiker nakon smrti Dona Parda. Osobe pozvane u SNL su obično vješti komičari dovedeni iz improvizacijskih komičarskih skupina poput The Groundlings (Ferrell, Hartman, Lovitz, Wiig) i The Second City (Aykroyd, Farley, Fey, Meadows), ili stand-up komičari (Carvey, Sandler, Rock, Macdonald), koji već posjeduju vještine potrebne za emisiju kao što je SNL.
Od mnoštva skečeva i raznih segmenata u SNL-u, jedan od najdugovječnijih i najprestižnijih je "Weekend Update", segment u kojem se pojavljuje jedan ili dva glumca koji satirično opisuju aktualne događaje, omogućivši članovima da provedu duže vremena u eteru. Mnogi voditelji "Weekend Update" skeča postavli su vrlo uspješni pojednici nakon napuštanja emisije, kao što su Chase, Curtin, Murray, Miller, Macdonald, Fey, Fallon, i Poehler. Postava je obično podjeljena u dva dijela: već uhodana skupina češće prikazivanih izvođača i novija, još nedokazana skupina novijih članova koji čekaju na promociju u češće prikazivaniju skupinu.
Glumcima je obično ponuđen ugovor u trajanju od pet do šest godina, ali počevši sa sezonom 1999./2000., novi su članovi bili vezani novim ugovorima koji nakon druge godine NBC-u dopuštaju da preuzme SNL-ovog člana i postavi ga u neki od svojih sitcoma. Članovima je dopušteno odbiti prve dvije ponude ali moraju prihvatiti treću ponudu za sitcom, čiju dužinu ugovora diktira NBC, s mogućim trajanjem i do šest godina. Ovaj su potez kritizirali menadžeri mladih talenata koji smatraju da tako glumački član može biti zadržan u NBC-u i do dvanaest godina. U ugovorima je također opcija da glumac sudjeluje u tri filma u produkciji SNL Films, tvrtke u vlasništvu NBC-a, Paramount Picturesa, i Lorna Michaelsa. Navodno su novi ugovori napravljeni nakon što su se mnogi bivši članovi poput Myersa i Sandlera proslavaili SNL-u da bi prešli u konkurencijsku tvrtku. U intervjuu iz 2010., Wiig je navodno sedam godina bila ugovorom vezana za SNL. Ugovori navodno mreži mogućnost da u bilo kojem trenutku otpuste člana. U prvoj sezoni emisije, glumci su plaćeni po 750 dolara po epizodi, što je naraslo na 2000 $ do druge sezone, te 4000 $ do četvrte. Do kraja 1990-ih, novi su članovi dobivali između 5000 i 5500 dolara po epizodi, što bi naraslo na 6000 $ u njihovoj drugoj sezoni i do 12 500 $ u petoj sezoni. Glumci mogli zaraditi i dodatnih 1500 $ po epizodi ako bi napisali skeč koji se emitirao. 2001., Ferrell je postao najplaćeniji član SNL-a, zaradivši 350 000 $ u sezoni (otprilike 17 500 $ po epizodi). 2014. godine, Sasheer Zamata je dodana u glumačku postavu sredinom sezone nakon kritika da u emisiji nema nijedne afroamerikanke.

### Scenaristi
U SNL-u, zadatak scenarista (ili autora) je osmišljavanje skečeva. Od sezone 2013./14., Colin Jost i Rob Klein su glavni scenaristi emisije. Seth Meyers je bio koautor od 2005. i postao je jedini glavni scenarist od 2008. do 2012. "Weekend Update" segment ima svoj zasebni tim scenarista. Scene u segmentu gdje glumački članovi glume svoje likove zajedno s voditeljem često pišu scenaristi izvan skupine zadužene samo za "Weekend Update", jer bolje poznaju likove u emisiji.
SNL-ovi scenaristi često nastupaju u emisiji i iskusni su u improvizacijskoj komediji. Mnogi su dovedeni iz sličnih komičarskih krugova kao i glumci. Komičar Jim Downey bio je glavni scenarist u razdoblju od devet godina, počevši 1985. Iskusni scenaristi s prijašnjim djelovanjem u televizijskim serijama su također često dovođivani u SNL. Kao što su i mnogi glumački članovi okusili slavu izvan SNL-a, tako su i neki scenaristi doživjeli uspjeh, npr. Conan O'Brien, koji je doveden u emisiju iz The Groundlings družine, kasnije je pisao epizode za Simpsone i na kraju postao voditelj emisije Late Night, dok je bivši glavni scenarist Adam McKay zajedno s Willom Ferrellom osnovao vrlo uspješnu komičarsku web stranicu Funny or Die. 2000., Tina Fey postala je prva žena na čelu SNL-ovih scenarista i uspješno je prešla u nastupanje u emisiji, kao i pisanje i glumljenje u filmovima, te je naposljetku stvorila i glumila u vlastitoj seriji Televizijska posla, koja se djelomično temelji na iskustvima u SNL-u. 2005., Fey je plaćena 1,5 milijuna dolara po sezoni za svoju dvostruku ulogu kao glumica i scenaristica.

### Spikeri
Posao spikera na SNL-u je uvod u emisiju i najava voditelja emisije. Don Pardo je od prve epizode postao spikerom, i ostao je na istom položaju gotovo četiri desteljeća, s iznimkama 1981. i 1982. godine, kada je i Michaels napustio emisiju, pa su Mel Brandt i Bill Hanrahan tada preuzeli posao spikera. Pardo je 2004. najavio odlazak iz emisije, ali je naposljetku nastavio raditi do 2009. kada je najavio odlazak u mirovinu, no odradio je i sezonu 2009./10. 2010. godine, tad 92-godišnji Pardo je navodno opet razmišljao o povlačenju, ali ja nastavio raditi kao spiker sve do svoje smrti 1. kolovoza 2014. u 96. godini života. Osim u kratkom razdoblju 2006. kad je unaprijed snimao najave u svojoj kući Arizoni, Pardo je svaki tjedan letio u New York City da odradi svoj posao uživo. Glumački članovi Joe Piscopo i Darrell Hammond su s vremena na vrijeme imitirali Parda i odradili bi njegov posao kad bi Pardo bio nedostupan. Hammond je postao novi SNL-ov spiker počevši s 40. sezonom.

### Voditelji i glazbeni gosti
Tipična epizoda SNL-a sadrži jednog voditelja, koji je popularan, inovativan ili izdaje film, album ili neki drugi rad u skorijem vremenu. Voditelj odradi uvodni monolog i obično sudjeluje u skečevima zajedno s glumačkom postavom. Voditelj tradicionalno monolog završi s najavom glazbenog gosta. Komičar George Carlin bio je prvi voditelj SNL-a u epizodi iz listopada 1975.; tri epizode poslije, Candice Bergen postala je prva voditeljica a kasnije i prva koja je vodila više od jedne emisije. Voditelji se biraju iz šireg spektra poznatih osoba, poput glumaca, (npr. Christopher Walken, Buck Henry, John Goodman), glazbenika (George Harrison, Dolly Parton) do političkih aktivista (Ralph Nader) i slično. Osobe koje su pet ili više puta vodile SNL ulaze u Five-Timers Club, izraz koji je nastao u skeču odigranom u petoj voditeljskoj epizodi Toma Hanksa. Od 24. rujna 2011., glumac Alec Baldwin drži rekord za najviše voditeljskih angažmana, sa šesnaest epizoda u ulozi voditelja od 1990. godine. Baldwin je tako prestigao rekord Stevea Martina, koji je od 1976. emisiju vodio petnaest puta.
U svakoj epizodi uz voditelja nastupa i glazbeni gost, solo izvođač ili glazbeni sastav, koji odradi dva ili tri glazbena broja. Ponekad glazbeni gost bude također i voditelj emisije. Od 19. svibnja 2012., Dave Grohl je najčešći glazbeni gost, nastupivši u 11 epizoda od 1992. Michaels glazbenim gostima ne dopušta usno sinkroniziranje pjesme, vjerujući da umanjuje draž emisije uživo. Iznimke se jedino prave ako se izvođač fokusira na plesnu rutinu, gdje je teško istovremeno pjevati i biti fizički aktivan. Nastup pop sastava ABBA 1975. bio je prvi i jedini nastup s usnom sinkronizacijom sve do kontoverznog nastupa američke pjevačice Ashlee Simpson 2004. godine.

### SNL-ov glazbeni sastav
Saturday Night Live Band je kućni sastav SNL-a. Oskarom nagrađivani skladatelj Howard Shore bio je prvi glazbeni direktor od 1975. do 1980., pojavivši se u mnogim glazbenim skečevima, uključujući "Howard Shore and His All-Nurse Band" i "Howard Shore and the Shore Patrol" (uz zbor Obalne straže SAD-a). Tijekom godina, u sastavu su bili mnogi newyorški studijki glazbenici kao što su Paul Shaffer (1975. – 1980.), Lou Marini (1975. – 1983.), David Sanborn (1975.), Michael Brecker (ranih 1980-ih), Ray Chew (1980. – 1983.), Alan Rubin (1975. – 1983.), Georg Wadenius (1979. – 1985.), Steve Ferrone (1985.), David Johansen (kao Buster Poindexter), Tom Malone (koji je postao glazbeni direktor od 1981. do 1985.) i G.E. Smith (glazbeni direktor od 1985. do 1995.). Sastav trenutačno vode Lenny Pickett, klavijaturist Leon Pendarvis i Eli Bruegemann. Broj glazbenika mijenjao se tijekom godina, ali standardni instrumenti su tri saksofona, jedan trombon, jedna truba, i ritamska sekcija s dvije klavijature, gitarom, bas-gitarom, bubnjevima, i udaraljkama. U sezonama 1983./84. i 1984./85. sastav je bio u najmanjem broju, sa šest članova. Sastav svira instrumentalne brojeve za vrijeme stanki; mreže koje ne prikazuju reklame prenose te brojeve bez prijenosa slike, nego se samo prikazuje logotip SNL-a dok se ostatak programa ne nastavi.

## Produkcija

### Studio
Od početka emisije, SNL se emitira iz Studija 8H na osmom i devetom katu zgrade 30 Rockefeller Plaza (službeno zvane Comcast Building). Studio se prije koristio za radijske emisije Artura Toscaninija i NBC-jevog simfonijskog orkestra. Michaels je bio zapanjen kad je 1975. prvi put pregledao Studio 8H i smatrao ga je tehnički ograničenim, zastarjelim, u potrebi za renovacijom i bez kapaciteta za jednu emisiju uživo. Michaels je od rukovodstva NBC-a zahtijevao da se studio obnovi i akustika poboljša da bi se glazbeni aktovi mogli uspješno izvoditi, s približnim troškom od 300 000 dolara. Tri od prve četiri epizode sezeno 1976./77. bili su snimani u NBC-jevim studijima u Brooklynu, jer je NBC Studio 8H korsitio za prijenos predsjedničkih izbora.
Tijekom međusezonskog razdoblja u ljetu 2005., počele su nove renovacije Studija 8H. S premijerom 31. sezone u listopadu 2005., emisija se počela prikazivati u HDTV formatu.  Uredi SNL-ovih scenarista, producenata i ostalog osoblja nalazi se na 17. katu "30 Rocka".

### Stvaranje epizode
Produkcija jedne epizode SNL-a obično započinje u ponedjeljak s dvosatnim sastankom slobodnog oblika između glumaca, scenarista, producenata uključujući Michaelsa, kao i voditelja u Michaelsovu uradu. Voditelj je pozvan da predstavi svoje ideje. Iako se neki skečevi mogu napisati tijekom tog dana, glavnina posla ponedjeljkom vrti se oko predstavljanja ideja. Utorak je jedini dan namijenjen čisto za pisanje scenarija, procesa koji se obično nastavi cijelu noć do idućeg jutra. Pisanje ne mora nužno početi prije 8 sati navečer u utroak. U srijedu u 17 sati, skečevi se recitiraju za okruglim stolom u sastanku kod scenarista, na koji dolaze scenaristi i producenti, tehnički stručnjaci poput vizažista, od kojih će se možda tražiti da realiziraju ideje za određene skečeve za koje su potrebni prostetski dodaci, što znači brojnost od pedesetak osoba na sastanku. U tom trenutku može postojati i do 40 ideja koje se recitiraju, što traje više od tri sata.
Nakon završetka recitiranja, Michaels, glavni scenarist, voditelj i neki producenti odlaze Michaelsov ured da bi odredili plan emisije i odabrali skečeve koji će se pojaviti u epizodi. Nakon toga, scenaristi i glumci dolaze u Michaelsov ured da pogledaju izgled epizode i koji su skečevi su ostali u igri. Skečevi također mogu biti prerađeni isti dan, ali se sigurno završe do četvrtka, kada se posao okreće razvoju i usavršavanju preostalih skečeva, i ponekim probama. Ako se skeč ipak dovrši tijekom čevrtka, vježba se u petak ili subotu kada počinje proba pred publikom uživo u studiju u subotu u 20 sati, prije početka emisije. Nakon probe, Michaels pregledaje sastav epizode da bi se osiguralo trajanje od 90 minuta, s tim da se skečevi koji su dospjeli do probe uživo mogu biti uklonjeni. Zbog toga se često dogodi manje od dva dana vježbanja osam do dvanaest skečeva koji su dospjeli do emisije uživo. Uvodni monolog kojeg izvodi voditelj ima nizak prioritet i ponekad može biti dovršen tek u subotu poslijepodne.
Prema intervjuu s tinom Fey iz 2004., tri do četiri člana scenarista zadužena za "Weekend Update" smišljaju šale kroz cijeli tjedan. Voditelj(i) "Weekend Update-a" obično ne sudjeluju niti čitaju scenarij do četvrtka uvečer, kada se glavni skečevi emisije finaliziraju. Voditelj(i) onda doprinose scenariju gdje je potrebno.

### Postprodukcija
S postrojenjima na 8. i 17. katu Rockefeller Plaze, postprodukcijske dužnosti tijekom emitiranja uživo uključuju miksanje zvučnih i video elemenata, uz dodatne tonske zadatke koji se sastoje od glazbe, zvučnih efekata, skladanja glazbe i unaprijed snimljenih glasovnih elemenata. Svi izvori su digitalno pohranjeni, dok se svaka epizoda snimi i razdijeli u individualne elemente da bi se reorganizirala za buduće reprize i snimke. Produkcijski sustav prešao je s analognog na digitalno snimanje 1998., s tim da je svakoj emisiji uživo potrebno oko 1,5 terabajta za pohranu, s tonskim elementima i pet kamera s vizualnim elementima. Prethodno snimljeni elementi SNL-a, poput parodija na pojedine TV reklame, SNL Digital Shorts segment, kao i grafike emisije obrađuju se na drugoj lokaciji u postprodukcijskim objektima studija Broadway Video.

### Snimanje i fotografija
Produkcijska postrojenja Studija 8H održava NBC-jev tim za produkcijske usluge. Oprema video kamera uključuje četiri Sony BVP-700 CCD kamere i dvije Sony BVP-750 CCD ručne kamere, obje koriste Vinten postolje. Za vizualne zadatke koristi se digitalne komponente GVG 4000-3 i GVG 7000 koji šalju vizualne podatke kontrolnoj sobi, s mnoštvom digitalnih i analognih video rekordera koji pohranjuju sliku. Za grafiku je zadužen generator Chyron Infinit! i Quantel PictureBox. Audio oprema sastoji se od digitalno-kontrolirane konzole za miksanje Calrec T i Yamaha digitalne konzole za miksanje korištene za reprodukciju.
Od 2009. uvodna špica i montaža se snima pomoću Canon EOS 5D Mark II i EOS 7D digitalnih SLR kamera. Uobičajeni se elemnti snimaju na 30 sličica po sekundi, s usporenim snikama na 60 sps, oboje u 1080p Full-HD visokoj razlučivosti.
Edie Baskin bila je originalni SNL-ov fotograf. Michaels ju je doveo nakon što je vidio njene fotografije Las Vegasa i ostale radove. Baskin je pomogla stvoriti čuvenu SNL-ovu uvodnu špicu fotografirajući razne lokacije New York Cityja noću. U prvoj su se epizodi koristile promidžbene fotografije Georgea Carlina između reklamnih blokova, dok je druga epizoda koristila Baskinine fotografije voditelja Paula Simona. Tada je Michaels predložio da se Baskinine fotografije koriste umjesto promidžbenih, tako je započela tradicija koja se nastavila do danas.
Od 1999., Mary Ellen Matthews je službeni SNL-ov fotograf, zadužen za osmišljavanje karakterističnih fotografija i estetiku emisije. Matthews stvara fotografije voditelja i glazbenog gosta svake epizode koje se pojavljuju između reklamnih blokova tijekom emitiranja emisije. Zbog ograničenog vremenskog razdoblja u kojem voditelj sudjeluje u produkciji i emisiji, Matthews često mora stvoriti improvizirane foto studije u 30 Rocku, s tim da Matthews pokušava voditelja fotografiratu utorkom a glazbenog gosta četvrtkom, iako dostupnost ijednog od njih može značiti da se fotografiranje može odraditi tek u četvrtak. Matthews koristi ugodno portretsko osvjeteljenje uz potamnjivanje fotografija da bi se dobio hollywoodski stil. Matthews je za osvjetljenje izjavila: "Mislim da jednostavno pomaže slici da izleti iz ekrana... Ako se koristi glatko osvjetljenje, ne postane tako dimenzionalna... [Klasično hollywoodsko osvjetljenje] daje malo više kontrasta, i ako koristim rubna svjetla te onda osvijetlim pozadinu, slika odlazi sve dalje i dalje. Ja pokušavam ostvariti tu dubinu što je više moguće." Matthews je također zadužena za fotografiranje glumačke postave, slikanje proba, scena iza pozornice i promotivne fotografije. Od 2010. uključena je i u upravljanje videozapisa, uključujući i uvodnu špicu.

## Prijenos
Emisija obično počinje u 23:29:30 po istočnoj vremenskoj zoni (ET, UTC-5), osim ako dođe do odgode (najčešće zbog športskih događaja koji se emitiraju preko 23:00 sata, što odgađa lokalne vijesti koje prethode emitiranju SNL-a na većini NBC-jevih mreža). Emisija traje 92 minute (računajući i reklamne blokove), tako da završava u 1:02 sata. Na zapadnijim vremenskim zonama SAD-a, obično se prikazuje neuređena snimka emisije.
Od prve epizode iz 1975. s Michaelom O'Donoghuom, Chevyjem Chaseom, i Johnom Belushijem, svaka epizoda započinje s uvodnim skečom (eng. cold open) na kraju kojeg jedan od glumaca izađe iz lika, pogleda u kameru i kaže: "Uživo iz New Yorka, ovo je Saturday Night!", nakon čega započne uvodna špica.
U veljači 2013., NBC je započeo emitirati skraćene jednosatne reprize SNL subotom u 22:00 sata (ET) tijekom regularne sezone; ponekad su prikazivane reprize prošlotjednih epizoda. Međutim, tijekom sezone 2014./15., prime-time reprize su prikazivale odabranih 40 epizoda tijekom povijesti emisije nazvanih SNL Vintage u čast 40. godišnjice emisije.
NBC i tvrtka Broadway Video drže temeljna prava na emisiju, dok autorsko pravo svake epizode drži samo NBC. OD 1990. do 2004., i ponovo od 2015, Comedy Central i njegov prethodnik Ha! prikazivali su reprize emisije, nakon čega je E! Entertainment bio preuzeo prava na reprize. Skraćene 30- i 60-minutne verzije prvih pet sezona počele su se prikazivati početkom 1980-ih pod naslovom Najbolje od Saturday Night Livea na raznim programima, a 1988. na programu Nick at Nite. U rujnu 2010., VH1 je počeo s reprizama većine epizoda snimljenih nakon 1998.

### Međunarodne verzije
Zbog SNL-ovog ogromnog uspjeha u Sjedinjenim Državama, mnoge su države proizvele svoje verzije emisije, uključujući Njemačku, Španjolsku, Južnu Koreju, Japan i Kanadu. Originalni SNL se emitira u Izraelu na programu Yes Comedy; na Bliskom Istoku i Sjevernoj Africi prenosi se na programu OSN Comedy svaku subotu večer, tjedan dana nakom emitiranja u SAD-u. U Indiji i Šri Lanki, SNL se emitira na Comedy Centralu u jednosatnoj verziji, tjedan dana nakon prijenosa u SAD-u.
Njemačka verzija emisije, zvana RTL Samstag Nacht bila je hit 1990-ih na RTL-u. Španjolska verzija bila je kratkotrajna, emitirano je samo nekoliko epizoda i to četvrtkom a ne subotom kako je naslov sugerirao. Ova je verzija uvelike kopirala američku, većina njihovih verzija skečeva bile su identične onim američkim. Talijanski Saturday Night Live From Milan trajao je četiri sezone i koristio je originalni materijal.
3. prosinca 2011., južnokorejski Saturday Night Live Korea premijerno je prikazan na programu tvN. Šesta sezona emisije započela je 14. veljače 2015.
Japanska verzija Saturday Night Live JPN, koja se emitirala šest mjeseci 2011. godine, kreirana je u suradnji s produkcijskom tvrkom Lornea Michaelsa Broadway Videom, Coca-Colom, i prikazviana je Fuji TV mrežama. Emisija je imala isti format poput originala s manjim izmjenama, trajala je samo 45 minuta i voditelj je uvijek bio isti. Glumačku postavu činili su poznatiji komičari koji su bili na središnjoj pozornici i novaci koji su obično bili u pozadini. Prikazivana je jednom mjesečno i završila nakon šest epizoda, kako je i planirano.
2014., dva 90-minutna specijala naziva SNL Québec prikazana su na francuskom kanalu Télé-Québec u kanadskoj pokrajini Quebec'; emitirani su 8. veljače i 22. ožujka 2014. s voditeljima Louisom-Joséom Houdeom i Stéphanom Rousseauom, te je imala isti format kao i američki SNL. Preuzeti su pojedini skečevi iz originalne emisije, poput "Debbie Downer" i "Schweddy Balls", i prevedeni na francuski, dok su ostali skečevi bili originalan material posebno pisan za Quebec serijal. 13. svibnja 2014, SNL Quebec obnovljen je za novih osam epizoda koje su se emitirale jednom mjesečno u sezoni 2014./15. koja je zaključena "Best-Of" kompilacijom. Télé-Québec je u svibnju 2015. najavio da neće obnavljati emisiju zbog financijskih rezova, ali je Télévision de Radio-Canada naposljetku potpisala ugovor s produkcijskom i glumačkom ekipom emisije i najavila novi serijal zvan Le nouveau show.

### Odgode prijenosa
Epizoda planirana za 25. listopada 1986. koju je trebala voditi Rosanna Arquette emitirana je tek 8. studenog zbog NBC-jevog prijenosa šeste utakmice bejzbolskog World Series natjecanja između New York Metsa i Boston Red Soxa; utakmica je otišla u produžetke, što je dovelo do otkazivanja prijenosa SNL-a te subote. Emisija je odrađena pred publikom uživo s početkom u 1:30 sati po istočnom vremenu, a emitirana je dva tjedna kasnije uz "ispriku" Metsovog bacača Rona Darlinga. Obajsnio je kako su Metsovi igrači bili presretni i uzbuđeni zbog pobjede u World Series utakmici, koja se smatra jednom od najznačajnijih u povijesti, ali su kasnije u svlačionici bili uzrujani kad su saznali da su krivi za prvo otkazivanje prijenosa SNL-a ikad.
Epizoda planirana za 10. veljače 2001. koju je trebala voditi Jennifer Lopez kasnila je 45 minuta s emitiranjem zbog XFL utakmice američkog nogometa. Lopez i glumcima nije rečeno da se emisija prenosi sa zakašnjenjem. Michaels je bio toliko uzrujan da je epizoda reprizirana samo tri tjedna kasnije, a još mlada sportska liga XFL je čak promijenila pravila da bi se ubrzala igra, no dogovor je postignut da će se prijenosi utakmica spomenute lige prekinuti (bez obzira na to je li zavšila utakmica ili ne) kada započne prijenos SNL-a.

## Priznanja i utjecaj
SNL se 2002. našao na desetom mjestu popisa "50 najboljih TV emisija svih vremena" američkog magazina TV Guide, dok je 2007. uključen u Timeov popis "100 najboljih TV emisija svih vremena" U lipnju 2013., emisija se našla na 25. mjestu popisa 101 najbolje pisanih emisija svih vremena, koje je objavilo Udruženje američkih scenarista, uzimajući u obzir serijale iz posljednjih 70 godina. U prosincu 2013., TV Guide je emisiju postavio na 18. mjesto njihovog popisa 60 najboljih emisija svih vremena. SNL je trenutačno među 40 najduže emitiranih TV programa u SAD-u.

### Nagrade
Saturday Night Live osvojio je mnoge nagrade od svog debija, među njima je i 45 Primetime Emmy nagrada, 2 Peabody nagrade, te 4 nagrade Udruženja američkih scenarista (eng. Writers Guild of America). 2009., SNL je nominiran za 13 Emmy nagrade za ukupno 126 nominacije ukupno, oborivši rekord za najnominiraniji program u povijesti Emmyja koji je dotad držala TV serija Hitna služba sa 124 nominacije. 2012., ukupni broj nominacija za Emmy glasio je 156.
Ukupno je 19 glumačkih članova SNL-a dobilo individualne nominacije za Emmy. Te su nominacije većinom bile u kategoriji najboljeg individualnog nastupa u varijetnom ili glazbenom programu prije nego što je ta nagrada ukinuta; od tada su njihove nominacije bile u kategoriji za najboljeg sporednog glumca ili glumicu u humorističnoj seriji. Od 36 nominacija za tih 19 glumaca, četvoro njih je osvojilo Emmy: Chevy Chase (1976.), Gilda Radner (1978.), Dana Carvey (1993.) i Kate McKinnon (2016).

### Utjecaj na izbore u SAD-u
SNL je imao velik utjecaj na izbore u Sjedinjenim Državama, pogotovo na predsjedničke izbore. Glasači su obznanili da su politički skečevi u emisiji utjecali na njihov odabir. Takozvani "SNL-ov ekeft" pomno je praćen tijekom predsjedničke kampanje u SAD-u 2008., prema izvješću Mikea Dabadiea. Dvije trećine glasača koji su se odazvali anketi rekli su da su pratili politički sadržaj u SNL-u, s deset posto onih koji su izjavili da ih je to potaklo da promjene svoju odluku. Baracku Obami politički je sadržaj emisije bio koristan, s 59% osoba izjavivši da su glasali za tadašnjeg demokratskog kandidata.
Chevy Chaseova imitacija Geralda Forda kao glupavog čovjeka tijekom predsjedničkih izbora 1976. navedena je kao jedan od utjecaja na rezultat izbora; dok je citat "Mogu vidjeti Rusiju iz svoje kuće" često pripisivan potpredsjednčkoj kandidatkinji izbora 2008. Sarah Palin zapravo pripadao SNL-ovoj Tini Fey dok je imitirala političarku. Nekoliko se političara pojavljivalo u SNL-u, među njima i predsjednik Gerald Ford (1976.), (tadašnji) senator Barack Obama (2007.), senator John McCain (2002. i 2008.), senatorica Hillary Clinton (2008. i 2015.), te guvernerica Sarah Palin (2008.), koja se pojavila zajedno s Fey koja ju je imitirala, što je rezultiralo najvećoj gledanosti emisije u 14 godina s 14 milijuna gledatelja. Nastup senatora Obame dogodio se djelomično zbog toga što je Hillary Clinton otkazala planirano pojavljivanje. Politički sadržaj emisije izbjegavan je neko vrijeme nakon terorističkih napada 11. rujna 2001. u New Yorku; Amy Poehler je izjavila da scenaristi nisu htjeli proizvoditi politički materijal, koji će biti odstutan iz emisije sljedeće 4 godine.

## Kontroverze
S obzirom na činjenicu da se SNL prenosi uživo, nekolicina tehničkih problema, glumačkih grešaka, namjernih pokušaja sabotaže, protesta, i sličnih situacija dogodilo se tijekom povijesti emitiranja emisije. Jedan od incidenata koji je prikupio veliku medijsku pažnju dogodio se 3. listopada 1992., kada je pjevačica Sinéad O'Connor tijekom svog glazbenog nastupa isparala fotografiju pape Ivana Pavla II. 13. travnja 1996., članovi alternativnog metal sastava Rage Against the Machine obznanili su svoje mišljenje o tadašnjem voditelju emisije, milijarderu Steveu Forbesu, vješanjem dviju američkih zastava naopako s njihovih glazbenih pojačala. 23. listopada 2004., pjevačica Ashlee Simpson bila je glazbeni gost kada se dogodila greška tijekom usne sinkronizacije pjesme. Njena prva pjesma, "Pieces of Me" odrađena je bez incidenata, ali kada je počela pjevati drugu pjesmu, "Autobiography", greškom su se vokali pjesme "Pieces of Me" čuli na zvučnicima, čak i prije nego što je Simpson podigla mikrofon. Simpson je nakon toga počela improvizirano plesati, prije nego što je napustila pozornicu.

## Ostali mediji

### DVD izdanja
Trenutačno, Universal Studios i Lionsgate posjeduju video prava za SNL. Universal je izdavao DVD komplete cijelih sezona od prvih nekoliko sezona, dok Lionsgate posjeduje prava kao rezultat prijašnjih ugovora s NBC-om potpisanih prije njihova ujedinjenja s Universalom u NBC Universal. Većina SNL-ovih DVD izdanja Lionsgatea su "Best Of"-kompilacije.

### Knjige
Saturday Night Live (ISBN 0-380-01801-2) prva je ovlaštena knjiga o emisiji, koju je 1977. izdala tvrtka Avon Books, uz fotografije Edie Baskin; koja je tada još radila u SNL-u zajedno s urednicima knjige. U opsežnom mekom izdanju s ilustracijama nalazile su se scenariji nekoliko skečeva originalne glumačke postave iz 1975. – 1980. 1986., Doug Hill i Jeff Weingrad objavili su Saturday Night: A Backstage History of Saturday Night Live (ISBN 0-688-05099-9), u kojem su opisane zgode iza pozornice prvih deset sezona emisije. Saturday Night Live: The First Twenty Years (ISBN 0-395-75284-1) autora Michaela Cadera, izdana je 1994. i prikazala je informacije o osoblju, likovima u emisiji, i ostalim nezaboravnim trenutcima u razdoblju od 1975. do 1994.
Knjiga Live From New York: An Uncensored History of Saturday Night Live, as Told By Its Stars, Writers and Guests (ISBN 0-316-73565-5) izdana je 2002. Autori su Tom Shales i James Andrew Miller, a knjiga se sastoji od intervjua s osobama koji su radili u emisiji. Intervjui su prikazali osobna iskustva o događajima iza pozornice te o poteškoćama dovođenja emisije u eter svakog tjedna. 2004., bivši član glumačke postave Jay Mohr izdao je memoar Gasping for Airtime (ISBN 1-401-30801-5), opisavši svoje napore tijekom provedenih dviju sezona u emisiji između 1993. i 1995., te dovođenje skečeva u eter i intenzivan radni raspored. Njegov kolega Bobby Moynihan opisao je knjigu kao "priručnik što NE činiti u SNL-u."

### Filmovi
| Filmovi nastali na temelju SNL-ovih skečeva: |
| --- |
| - Braća Blues (1980.) - Wayneov svijet (1992.) - Čunjoglavci (1993.) - Wayneov svijet 2 (1993.) - It's Pat (1994.) - Stuart spašava svoju obitelj (1995.) - Braća Blues 2000 (1998.) - Prave face (1998.) - Superstar (1999.) - Ženskar (2000.) - MacGruber (2010.) |

SNL je nekoliko puta razvio svoje najpopularnije skečeve u dugometražne filmove, s različitim komercijalnim i kritičkim uspjesima. Prvi izlazak u film dogodio se s uspješnim projektom Aykroyda i Belushija, Braća Blues (1980.), koji je naposljetku zaradio 115 milijuna dolara s budžetom od 27 milijuna $.
1990., Michaels je započeo s projektom pisanja scenarija za antologijski film o skečevima zvan The Saturday Night Live Movie, uz doprinos većine tadašnjih scenarista emisije, uključujući Ala Frankena, Toma Davisa, Grega Danielsa, Jima Downeyja, Conana O'Briena, Roberta Smigela i Georgea Meyera. Međutim, scenarij je do 26. srpnja 1990. stigao samo do faze prve skice i projekt je ugašen.
Međutim, uspjeh Wayneovog svijeta iz 1992. potakao je Michaelsa da proizvede još filmova temeljenih na SNL-ovim skečevima i likovima. Michaels je oživio popularne istoimene likove iz 1970-ih za film Čunjoglavci (1993.), nakon njih se redom izdaju It's Pat (1994.); Stuart spašava svoju obitelj (1995.); Prave face (1998.); Superstar (1999.) i Ženskar (2000). Neki su otprilike uspjeli financijski, dok su ostali loše prošli, posebno It's Pat, koji je imao toliko lošu zaradu da ga je Touchstone Pictures, studio koji je izdao film, povukao iz kina nakon samo tjedan dana; te Stuart spašava svoju obitelj, koji je ostao u minusu 14 milijuna dolara. Mnoge među ovim filmovima proizveo je Paramount Pictures. Filmove temeljene na Braći Blues izdao je Universal Studios, koji se 2004. spojio s NBC-om u tvrtku NBC Universal.
Lik Boba Robertsa iz istoimenog filma Tima Robbinsa iz 1992., prvi put se pojavio u SNL-u u kratkom filmu o konzervativnom folk pjevaču. Također, komedija iz 1999. Kako dobiti nogu nastao je iz serijala kratkih animiranih filmova Mikea Judgea na SNL-u 1993. godine.
Fiktivni američki folk tercet The Folksmen po prvi put se pojavio na SNL-u, otpjevaši pjesmu "Old Joe's Place" nakon čega se našao na filmu Moćni vjetar iz 2003. Tri člana The Folksmena uvijek su bila tri komičara Harry Shearer, Michael McKean i Christopher Guest, koji su se u istoj epizodi SNL-a pojavili kao sastav Spinal Tap. U vrijeme lad je skeč nastao (sezona 1984./85.), Shearer i Guest radili su u SNL-u.
Komedija iz 1986. zvana Mr. Bill's Real Life Adventures temelji se na skečevima o Mr. Billu iz ranijih sezona SNL-a.

### Glazba
2005., komičarski trio The Lonely Island, čiji su članovi SNL-ovi Andy Samberg, Akiva Schaffer i Jorma Taccone, došli su do medijske pažnje u SAD-u nakon što su debitirali u emisiji s glazbenim skeč-videom "Lazy Sunday", napisanog u suradnji s kolegom Chrisom Parnellom. Pjesma je postala iznenađujući hit, nakon čega je Michaels poticao trio da sastavi još sličnih pjesama. Nakon daljnjih uspjeha s pjesmama poput "Like A Boss, "Jizz in My Pants", "I'm on a Boat", "We Like Sportz", "Boombox", i "Dick in a Box" koja je 2007. osvojila Emmy za najbolju originalnu glazbu i stihove, The Lonely Island je izdao dva albuma sa SNL-ovim kao i originalnim pjesmama. Albume je izdala tvrtka Universal Republic Records koja je od NBC-a i Broadway Videa dobila licencu za pjesme iz SNL-a.
Tvrtka Arista izdala je album s glumačkom postavom iz 1976. koji je uključivao pjesme "Chevy's Girls" i skečeve iz emisije kao što su "Weekend Update", "Emily Litella" i "Gun Control"; kasnije je ponovo izdan za CD i MP3 preuzimanje.

### Ostalo
Nekoliko je programa dokumentiralo zakulisne scene emisije. Reportaža emisije 60 Minutes snimljen u listopadu 2004. prikazao je intenzivno ludilo oko scenarija tijekom tjedna prije emitiranja emisije, s prenapučenim sastancima i dugim radnim vremenom. U reportaži se posebno primijetilo sudjelovanje gostujućih voditelja u razvijanju epizode i odabiru skečeva koji će se prikazati. Slična je bila epizoda serijala Biography koji je prikazao produkcijski proces kao i epizoda emisije TV Tales iz 2002. na kanalu E!. 2010., izdan je Saturday Night, 94-minutni dokumentarac glumca Jamesa Franca u redateljskom debiju; prikazivao je produkcijski proces za epizodu emitiranu 6. prosinca 2008. koju je vodio John Malkovich, snimano od faze koncepta sve do emisije uživo. Iako je prvotno trebao biti petominutni video za Francov projekt za newyorško sveučilište, Michaels mu je dao puni pristup procesu tako da je projekt proširen. 15. veljače 2015., NBC je emitirao 3½-satni specijal povodom 40. godišnjice Saturday Night Livea. Prikazivali su se mnogi stari isječci, kao i novi nastupi najpoznatijih likova u četrdesetogodišnjoj povijesti, s pojavama bivših članova i posebnih gostujućih nastupa bivših voditelja.
U rujnu 2011., slastičarska tvrtka Ben & Jerry's izdala je ograničeno izdanje sladoleda nazvanog "Schweddy Balls", inspiriranog SNL-ovim istoimenim skečom iz 1998. s Alecom Baldwinom, Anom Gasteyer i Molly Shannon. Sladoled je postao najbrže rasprodanim sladoledom u povijesti tvrtke. Sladoled je također bio predmet kritiziranja i bojkota od strane organizacije One Million Moms zbog "vulgarnog" naziva. Pojedini maloprodajni lanci nisu željeli prodavati sladoled, ali su odbili obznaniti je li to zbog njihova mišljenja ili je posljedica bojkota spomenute organizacije. U lipnju 2014. predstavljena su dva nova okusa inspirirana SNL-ovi skečevima: "Lazy Sunday" prema pjesmi The Lonely Islanda, i "Gilly's Catastrophic Crunch" prema liku Gilly kojeg glumi Kristen Wiig. Sladoled "Two Wild and Crazy Pies", nastao po poznatoj frazi likova Braće Festrunk, pušten je u prodaju u rujnu 2014., a nakon njega je u veljači 2015. izdan "Wayne'Swirled" inspiriran Wayneovim svijetom.

## Vanjske poveznice
- Službena stranica na NBC.com
- Službena BroadwayVideo stranica
- Saturday Night Live u internetskoj bazi filmova IMDb-u (engl.)
- Saturday Night Live  Arhivirana inačica izvorne stranice od 18. lipnja 2018. (Wayback Machine) na TV.com
- Saturday Night Live videoarhiva na Yahoo! Screen
- Intervjui vezani uz Saturday Night Live na arhivama američke televizije
- Saturday Night Live na Curlie